# Robert S. Taylor
Robert Saxton Taylor (15 de junio de 1918-1 de enero de 2009) fue un bibliotecario, documentalista e informatólogo  estadounidense. Fue experto en sistemas de información,además de ser uno de los autores más influyentes en la formulación científica de la Información.

## Biografía
Nació en Ithaca, Nueva York (EE. UU.). Se licenció en Historia por la Universidad de Cornell en 1940 y empezó trabajando como periodista deportivo hasta 1942 cuando es reclutado por la Armada norteamericana, sirviendo en el cuerpo de inteligencia. Fue licenciado en 1947, año en que empieza un master en Biblioteconomía de la Universidad de Columbia, terminándolo en 1950. Empieza a trabajar como bibliotecario en la Universidad de Lehigh, y a partir de 1956 será profesor y director de la Escuela de Biblioteconomía de la misma universidad.
En 1967 es nombrado director de la biblioteca del Hampshire College, un centro pionero en ciencias cognitivas que influirá decisivamente en sus investigaciones en Información y Documentación. También fue profesor de Lenguaje y Comunicación. Permanece allí hasta 1972.
En 1972 es nombrado decano de la Facultad de Biblioteconomía de la Universidad de Siracusa. Una de sus primeras decisiones fue cambiar el nombre de Biblioteconomía por Estudios de Información, ya que consideraba que el objeto de investigación de su centro no se enfocaba solamente en bibliotecas, si no en la información. 
En 1980, creó el primer master en gestión de la información, curso pionero.
Se jubila en 1981 y es nombrado decano emérito.
Robert Taylor, además, participó activamente en la Amercian Society of Information Science and Technology (ASIST). Fue miembro del consejo desde 1959 a 1961, siendo su presidente en 1968.
Murió el 1 de enero de 2009 a los 90 años de edad.

## Obra académica. Ciencia de la Información
Robert Taylor, durante unas conferencias organizadas por el Instituto Tecnológico de Georgia en 1961, definió la Información como la ciencia que investiga las propiedades y el comportamiento de la información; las fuerzas que gobiernan el flujo de información; y los medios de procesar la información para la máxima accesibilidad y utilización. Estos procesos comprendían la elaboración, diseminación, organización, almacenaje, recuperación, interpretación y uso de la información.
Taylor consideraba que la Información tenía una doble vertiente, por un lado es una ciencia pura, pero también una ciencia aplicada. La investigación podía ser:
- El estudio del proceso de información propiamente dicho (su comportamiento, sus propiedades) son rasgos propios de una ciencia pura.
- Los medios conducentes a procurar su accesibilidad y utilización (las tareas documentales) son rasgos propios de una ciencia aplicada.

Es por ello que Taylor consideraba que la Información está nutrida de distintas ramas del saber como son las matemáticas, la lógica, la lingüística, la psicología, la informática, la investigación operativa, las artes gráficas, la comunicación y, además, la biblioteconomía. Es decir, el estudio e investigación en ciencia de la información tendría un carácter interdisciplinario.
Robert Taylor, muy influido por el ambiente investigador del Hampshire College, investigó el comportamiento de los usuarios en la búsqueda de información desde el prisma de las ciencias cognitivas. Publicó sus resultados en 1968 en un artículo donde describió cuatro niveles diferentes de necesidades de la información. Estos serían:
- 1.- Sería el primer nivel, donde el usuario tiene una necesidad de información, pero su capacidad para exponerla es muy vaga.
- 2.- En el segundo nivel, el usuario ya tiene más claro la necesidad informativa, pero no consigue definirla con precisión. Necesita ayuda.
- 3.- En el tercer nivel, el usuario ya ha definido con claridad su necesidad de información.
- 4.- Ya en el último nivel, el usuario ha elaborado su estrategia de búsqueda que realizará al sistema documental (biblioteca, banco de datos).

Años más tarde, en 1986, publica un segundo artículo revolucionario donde trata un nuevo modelo de información al que Taylor llamará modelo de valor añadido de la información. Taylor llamó procesos de valor añadido a aquellos productos que elaboran los documentalistas (también bibliotecarios, pero menos) a partir de información primaria (o en bruto) para hacerla más útil a los usuarios; es decir, pasar del dato al conocimiento, a través del paso intermedio: la información. Algunas de las labores que realizan los documentalistas serían todas las acometidas durante el cadena documental como selección, catalogación, clasificar, indización o resumir, o ajenas a ella y que están más próximas a un enfoque de mercado como actualización, contextualización, verificar... Taylor estableció seis categorías de servicios de valor añadido:
- 1: Facilidad de uso.
- 2: Reducción de material no relevante (ausencia de ruido documental).
- 3: Calidad
- 4: Adaptabilidad
- 5: Ahorro de tiempo
- 6: Ahorro de costes.

## Premio y obras
Robert Taylor recibió numerosos premios a lo largo de su carrera. Entre ellos, destaca el Premio ASIST al Mérito Académico en 1992. Además, también le fue concedido el Premio ASIST al mejor libro en 1972 por The Making of a Library.
Publicó numerosos artículos, especialmente, los dos artículos seminales en su obra académica:
- Question-Negotiation and Information Seeking in LibrariesEN: College and Research Libraries, 1968.
- Value-Added Processes in the Information Life Cycle EN: Journal of the American Society for Information Science,1982